# Ulema
Ulema je arapski izraz za uglednika u religiji. Označava i imame značajnih džamija, sudce (kadije), profesore na vjerskim školama (medresama) i vjerske dostojanstvenike. Među sunitima označava priznate, autoritativne osobe u teologiji.
U prošlosti su uleme ozakonili nastup vlasti kalifa i vladara, i slovili su za njihove moralne proroke. Kalifova duhovna funkcija je bilo izvršavanje šerijatskoga prava, u koju nije smio uvoditi nove dogme (kao što je radio papa) a uleme su šerijatsko pravo tumačile bez mijenjanja. U Osmanskom Carstvu savjet ulema imao je aktivnu ulogu u razvoju društva i države (do mladoturske revolucije).
U osmanskoj državi su uleme ozakonili nastup vlasti kalifa i vladara. U Osmanskom Carstvu je Savjet ulema utjecao na razvoj društva i države.
Danas su uleme uglavnom savjetnici religijskih ministarstva, a njihovo mišljenje ima ponekad i značaj presude ili cenzure.
Vrhovni je poglavar islamske zajednice u nekoj zemlji je veliki muftija.

## Veze
- Imam
- Kalif
- Mula
- Muftija
- Šeik
- Ajatolah